# Mecz Gwiazd MLB

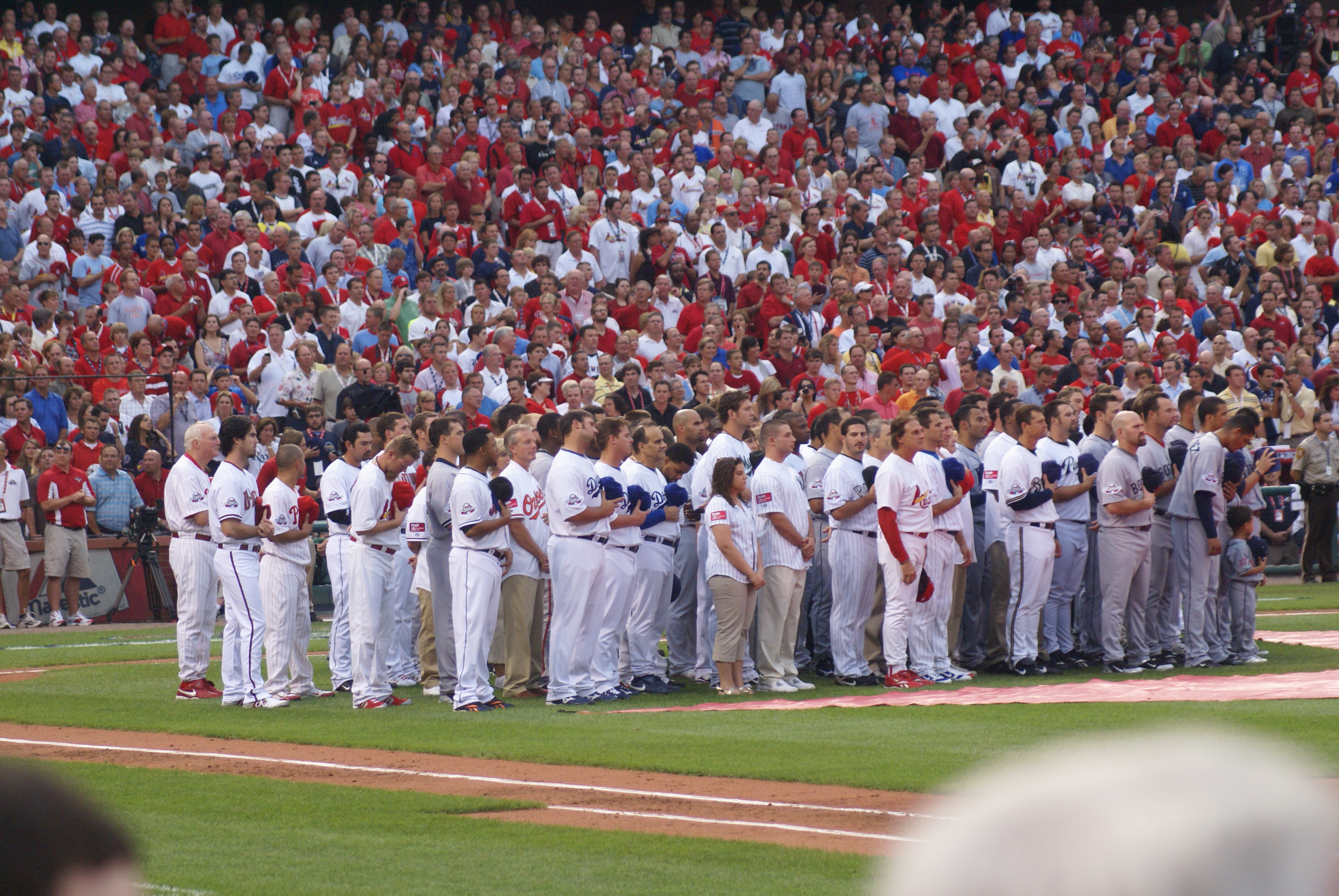
MLB All-Star Game w 2009 roku

Mecz Gwiazd ligi MLB, znany również jako „Letni Klasyk” (ang. Midsummer Classic) – coroczny mecz pomiędzy zawodnikami z National League a zawodnikami z American League, wybieranych przez fanów, zawodników, trenerów i menedżerów. Mecz Gwiazd rozgrywany jest zazwyczaj w drugi wtorek lipca i stanowi symboliczną połowę sezonu rozgrywek MLB. W latach 1959–1962, każdego sezonu rozgrywane były 2 mecze. Zwyczajowo zawodnicy występujący w ten dzień mają założone swoje klubowe stroje.

## Wybór zawodników
Do roku 2009, zarówno drużyna National, jak i American, składała się z 32 zawodników (dla gier sezonu zasadniczego – do 1 września – w drużynie mogło grać 24 lub 25 zawodników). 1 lipca 2009 władze ligi dodały 33. zawodnika do obu list.
28 kwietnia 2010 władze ogłosiły kilka zmian w przebiegu przyszłych Meczów Gwiazd począwszy od Meczu w 2010 roku:
- Listy zwiększają się o jednego zawodnika na dowolnej pozycji, a skład zespołu liczy 34 zawodników
- Designated hitter będzie figurował na liście pałkarzy, nawet jeśli Mecz Gwiazd odbędzie się na stadionie klubu z National League
- Miotacze, którzy zaczną mecz jako starterzy w niedzielę poprzedzającą przerwę na Mecz Gwiazd zostaną zastąpieni, ale pozostaną w protokole meczowym.
- Każdy menedżer może wyznaczyć zawodnika na zastępstwo na którejkolwiek pozycji w przypadku kontuzji jakiegokolwiek zawodnika. Jest to aneks do postanowienia, że można zastąpić kontuzjowanego łapacza.

### Etapy wybierania zawodników
- Kibice głosują na zawodników (8 z National League i 9 z American League): kibice głosują na zawodników, którzy wyjdą w pierwszym składzie meczu, przez internet. Hitter drużyny AL jest również wybierany w ten sposób. Sposób ten został jednak skrytykowany, ponieważ większość wybieranych zawodników grała w drużynach cieszących się największą popularnością, tj. New York Yankees i Boston Red Sox.
- Głosowanie zawodników (16): ośmiu rzucających (5 z podstawowego składu, 3 rezerwowych) oraz tzw. back-up na każdą z pozycji wybierany przez zawodników, trenerów i menedżerów. Jeśli zawodnik, który otrzymana najwięcej głosów od zawodników, trenerów i menedżerów wygra również wśród kibiców, wówczas wybierany jest ten, który zajął drugie miejsce.
- Dokonywanie wyboru przez menedżerów (9 z NL i 8 z AL): Menedżer, który poprowadzi drużynę gwiazd danego roku konsultuje się z pozostałymi menedżerami drużyn z tej samej ligi, a biuro Komisarza ligi rozszerzy listę zawodników do 33. Menedżer z National League dodatkowo wybiera hittera do swojej drużyny. Daje to gwarancję, że przynajmniej jeden zawodnik z każdej drużyny MLB wystąpi w Meczu Gwiazd
- Końcowe głosowanie (jeden zawodnik): gdy zostanie wywieszona lista 33 zawodników z każdej ligi, odbywa się internetowe głosowanie fanów na dodatkowego zawodnika z listy pięciu zawodników, stworzonej przez menedżerów wszystkich drużyn i Komisarza.
- Rezerwowi: po utworzeniu listy, menedżer drużyny gwiazd wraz z Komisarzem dokonują zmian zawodników, którzy ulegli kontuzjom lub zrezygnowali z udziału w Meczu Gwiazd, jak również tych, którzy grali w niedzielę poprzedzającą mecz.

## Wyniki Meczów Gwiazd
| Data            | Zwycięska liga                                          | Wynik                                                   | Miejsce meczu                                           | Drużyna goszcząca                                       | Widownia                                                | MVP                                                     | Zwycięski miotacz                                       | Przegrany miotacz                                       |
| --------------- | ------------------------------------------------------- | ------------------------------------------------------- | ------------------------------------------------------- | ------------------------------------------------------- | ------------------------------------------------------- | ------------------------------------------------------- | ------------------------------------------------------- | ------------------------------------------------------- |
| 6 czerwca 1933  | American (1-0-0 AL)                                     | 4–2                                                     | Comiskey Park                                           | Chicago White Sox                                       | 47 595                                                  |                                                         | Lefty Gomez, New York (AL)                              | Bill Hallahan, St. Louis (NL)                           |
| 10 lipca 1934   | American (2-0-0 AL)                                     | 9–7                                                     | Polo Grounds                                            | New York Giants                                         | 48 368                                                  |                                                         | Mel Harder, Cleveland (AL)                              | Van Mungo, Brooklyn (NL)                                |
| 8 lipca 1935    | American (3-0-0 AL)                                     | 4–1                                                     | Municipal Stadium                                       | Cleveland Indians                                       | 69 812                                                  |                                                         | Lefty Gomez, New York (AL)                              | Bill Walker, St. Louis (NL)                             |
| 7 lipca 1936    | National (3-1-0 AL)                                     | 4–3                                                     | National League Park                                    | Boston Bees                                             | 25 556                                                  |                                                         | Dizzy Dean, St. Louis (NL)                              | Lefty Grove, Boston (AL)                                |
| 7 lipca 1937    | American (4-1-0 AL)                                     | 8–3                                                     | Griffith Stadium                                        | Washington Senators                                     | 31 391                                                  |                                                         | Lefty Grove, New York (AL)                              | Dizzy Dean, St. Louis (NL)                              |
| 6 lipca 1938    | National (4-2-0 AL)                                     | 4–1                                                     | Crosley Field                                           | Cincinnati Reds                                         | 27 067                                                  |                                                         | Johnny Vander Meer, Cincinnati (NL)                     | Lefty Gomez, New York (AL)                              |
| 11 lipca 1939   | American (5-2-0 AL)                                     | 3–1                                                     | Yankee Stadium                                          | New York Yankees                                        | 62 892                                                  |                                                         | Tommy Bridges, Detroit (AL)                             | Bill Lee, Chicago (NL)                                  |
| 9 lipca 1940    | National (5-3-0 AL)                                     | 4–0                                                     | Sportsman’s Park                                        | St. Louis Cardinals                                     | 32 373                                                  |                                                         | Paul Derringer, Cincinnati (NL)                         | Red Ruffing, New York (AL)                              |
| 8 lipca 1941    | American (6-3-0 AL)                                     | 7–5                                                     | Briggs Stadium                                          | Detroit Tigers                                          | 54 674                                                  |                                                         | Eddie Smith, Chicago (AL)                               | Claude Passeau, Chicago (NL)                            |
| 6 lipca 1942    | American (7-3-0 AL)                                     | 3–1                                                     | Polo Grounds                                            | New York Giants                                         | 34 178                                                  |                                                         | Spud Chandler, New York (AL)                            | Mort Cooper, St. Louis (NL)                             |
| 13 lipca 1943   | American (8-3-0 AL)                                     | 5–3                                                     | Shibe Park                                              | Philadelphia Athletics                                  | 31 938                                                  |                                                         | Dutch Leonard, Washington (AL)                          | Mort Cooper, St. Louis (NL)                             |
| 11 lipca 1944   | National (8-4-0 AL)                                     | 7–1                                                     | Forbes Field                                            | Pittsburgh Pirates                                      | 29 589                                                  |                                                         | Ken Raffensberger, Philadelphia (NL)                    | Tex Hughson, Boston (AL)                                |
| 1945            | Mecz nie odbył się z powodu II wojny światowej          | Mecz nie odbył się z powodu II wojny światowej          | Mecz nie odbył się z powodu II wojny światowej          | Mecz nie odbył się z powodu II wojny światowej          | Mecz nie odbył się z powodu II wojny światowej          | Mecz nie odbył się z powodu II wojny światowej          | Mecz nie odbył się z powodu II wojny światowej          | Mecz nie odbył się z powodu II wojny światowej          |
| 9 lipca 1946    | American (9-4-0 AL)                                     | 12–0                                                    | Fenway Park                                             | Boston Red Sox                                          | 34 906                                                  |                                                         | Bob Feller, Cleveland (AL)                              | Claude Passeau, Chicago (NL)                            |
| 8 lipca 1947    | American (10-4-0 AL)                                    | 2–1                                                     | Wrigley Field                                           | Chicago Cubs                                            | 41 123                                                  |                                                         | Spec Shea, New York (AL)                                | Johnny Sain, Boston (NL)                                |
| 13 lipca 1948   | American (11-4-0 AL)                                    | 5–2                                                     | Sportsman’s Park                                        | St. Louis Browns                                        | 34 009                                                  |                                                         | Vic Raschi, New York (AL)                               | Johnny Schmitz, Chicago (NL)                            |
| 12 lipca 1949   | American (12-4-0 AL)                                    | 11–7                                                    | Ebbets Field                                            | Brooklyn Dodgers                                        | 32 577                                                  |                                                         | Virgil Trucks, Detroit (AL)                             | Don Newcombe, Brooklyn (NL)                             |
| 11 lipca 1950   | National (12-5-0 AL)                                    | 4–3 (14 inn.)                                           | Comiskey Park                                           | Chicago White Sox                                       | 46 127                                                  |                                                         | Ewell Blackwell, Cincinnati (NL)                        | Ted Gray, Detroit (AL)                                  |
| 10 lipca 1951   | National (12-6-0 AL)                                    | 8–3                                                     | Briggs Stadium                                          | Detroit Tigers                                          | 52 075                                                  |                                                         | Sal Maglie, New York (NL)                               | Ed Lopat, New York (AL)                                 |
| 8 lipca 1952    | National (12-7-0 AL)                                    | 3–2 (5 inn.)                                            | Shibe Park                                              | Philadelphia Phillies                                   | 32 785                                                  |                                                         | Bob Rush, Chicago (NL)                                  | Bob Lemon, Cleveland (AL)                               |
| 14 lipca 1953   | National (12-8-0 AL)                                    | 5–1                                                     | Crosley Field                                           | Cincinnati Reds                                         | 30 846                                                  |                                                         | Warren Spahn, Milwaukee (NL)                            | Allie Reynolds, New York (AL)                           |
| 13 lipca 1954   | American (13-8-0 AL)                                    | 11–9                                                    | Municipal Stadium                                       | Cleveland Indians                                       | 69 751                                                  |                                                         | Dean Stone, Washington (AL)                             | Gene Conley, Milwaukee (NL)                             |
| 12 lipca 1955   | National (13-9-0 AL)                                    | 6–5 (12 inn.)                                           | County Stadium                                          | Milwaukee Braves                                        | 45 643                                                  |                                                         | Gene Conley, Milwaukee (NL)                             | Frank Sullivan, Boston (AL)                             |
| 10 lipca 1956   | National (13-10-0 AL)                                   | 7–3                                                     | Griffith Stadium                                        | Washington Senators                                     | 28 843                                                  |                                                         | Bob Friend, Pittsburgh (NL)                             | Billy Pierce, Chicago (AL)                              |
| 9 lipca 1957    | American (14-10-0 AL)                                   | 6–5                                                     | Busch Stadium                                           | St. Louis Cardinals                                     | 30 693                                                  |                                                         | Jim Bunning, Detroit (AL)                               | Curt Simmons, Philadelphia (NL)                         |
| 8 lipca 1958    | American (15-10-0 AL)                                   | 4–3                                                     | Memorial Stadium                                        | Baltimore Orioles                                       | 48 829                                                  |                                                         | Early Wynn, Chicago (AL)                                | Bob Friend, Pittsburgh (NL)                             |
| 7 lipca 1959    | National (15-11-0 AL)                                   | 5–4                                                     | Forbes Field                                            | Pittsburgh Pirates                                      | 35 277                                                  |                                                         | Johnny Antonelli, San Francisco (NL)                    | Whitey Ford, New York (AL)                              |
| 3 sierpnia 1959 | American (16-11-0 AL)                                   | 5–3                                                     | Memorial Coliseum                                       | Los Angeles Dodgers                                     | 55 105                                                  |                                                         | Jerry Walker, Baltimore (AL)                            | Don Drysdale, Los Angeles (NL)                          |
| 11 lipca 1960   | National (16-12-0 AL)                                   | 5–3                                                     | Municipal Stadium                                       | Kansas City Athletics                                   | 30 619                                                  |                                                         | Bob Friend, Pittsburgh (NL)                             | Bill Monbouquette, Boston (AL)                          |
| 13 lipca 1960   | National (16-13-0 AL)                                   | 6–0                                                     | Yankee Stadium                                          | New York Yankees                                        | 38 362                                                  |                                                         | Vern Law, Pittsburgh (NL)                               | Whitey Ford, New York (AL)                              |
| 11 lipca 1961   | National (16-14-0 AL)                                   | 5–4 (10 inn.)                                           | Candlestick Park                                        | San Francisco Giants                                    | 44 115                                                  |                                                         | Stu Miller, San Francisco (NL)                          | Hoyt Wilhelm, Baltimore (AL)                            |
| 31 lipca 1961   | REMIS (16-14-1 AL)                                      | 1–1                                                     | Fenway Park                                             | Boston Red Sox                                          | 31 851                                                  | brak                                                    | brak                                                    | brak                                                    |
| 10 lipca 1962   | National (16-15-1 AL)                                   | 3–1                                                     | D.C. Stadium                                            | Washington Senators                                     | 45 480                                                  | Maury Wills, Los Angeles (NL)                           | Juan Marichal, San Francisco (NL)                       | Camilo Pascual, Minnesota (AL)                          |
| 30 lipca 1962   | American (17-15-1 AL)                                   | 9–4                                                     | Wrigley Field                                           | Chicago Cubs                                            | 38 359                                                  | Leon Wagner, California (AL)                            | Ray Herbert, Chicago (AL)                               | Art Mahaffey, Philadelphia (NL)                         |
| 9 lipca 1963    | National (17-16-1 AL)                                   | 5–3                                                     | Municipal Stadium                                       | Cleveland Indians                                       | 44 160                                                  | Willie Mays, San Francisco (NL)                         | Larry Jackson, Chicago (NL)                             | Jim Bunning, Detroit (AL)                               |
| 7 lipca 1964    | National (17-17-1)                                      | 7–4                                                     | Shea Stadium                                            | New York Mets                                           | 50 850                                                  | Johnny Callison, Philadelphia (NL)                      | Juan Marichal, San Francisco (NL)                       | Dick Radatz, Boston (AL)                                |
| 13 lipca 1965   | National (18-17-1 NL)                                   | 6–5                                                     | Metropolitan Stadium                                    | Minnesota Twins                                         | 46 706                                                  | Juan Marichal, San Francisco (NL)                       | Sandy Koufax, Los Angeles (NL)                          | Sam McDowell, Cleveland (AL)                            |
| 12 lipca 1966   | National (19-17-1 NL)                                   | 2–1 (10 inn.)                                           | Busch Memorial Stadium                                  | St. Louis Cardinals                                     | 49 936                                                  | Brooks Robinson, Baltimore (AL)                         | Gaylord Perry, San Francisco (NL)                       | Pete Richert, Washington (AL)                           |
| 11 lipca 1967   | National (20-17-1 NL)                                   | 2–1 (15 inn.)                                           | Anaheim Stadium                                         | California Angels                                       | 46 309                                                  | Tony Perez, Cincinnati Reds (NL)                        | Don Drysdale, Los Angeles (NL)                          | Catfish Hunter, Kansas City (AL)                        |
| 9 lipca 1968    | National (21-17-1 NL)                                   | 1–0                                                     | Astrodome                                               | Houston Astros                                          | 48 321                                                  | Willie Mays, San Francisco (NL)                         | Don Drysdale, Los Angeles (NL)                          | Luis Tiant, Cleveland (AL)                              |
| 13 lipca 1969   | National (22-17-1 NL)                                   | 9–3                                                     | RFK Stadium                                             | Washington Senators                                     | 45 259                                                  | Willie McCovey, San Francisco (NL)                      | Steve Carlton, St. Louis (NL)                           | Mel Stottlemyre, New York (AL)                          |
| 14 lipca 1970   | National (23-17-1 NL)                                   | 5–4 (12 inn.)                                           | Riverfront Stadium                                      | Cincinnati Reds                                         | 51 838                                                  | Carl Yastrzemski, Boston (AL)                           | Claude Osteen, Los Angeles (NL)                         | Clyde Wright, California Angels (AL)                    |
| 13 lipca 1971   | American (23-18-1 NL)                                   | 6–4                                                     | Tiger Stadium                                           | Detroit Tigers                                          | 53 559                                                  | Frank Robinson, Baltimore (AL)                          | Vida Blue, Oakland (AL)                                 | Dock Ellis, Pittsburgh (NL)                             |
| 25 lipca 1972   | National (24-18-1 NL)                                   | 4–3                                                     | Atlanta Stadium                                         | Atlanta Braves                                          | 53 107                                                  | Joe Morgan, Cincinnati (NL)                             | Tug McGraw, New York (NL)                               | Dave McNally, Baltimore (AL)                            |
| 24 lipca 1973   | National (25-18-1 NL)                                   | 7–1                                                     | Royals Stadium                                          | Kansas City Royals                                      | 40 849                                                  | Bobby Bonds, San Francisco (NL)                         | Rick Wise, St. Louis (NL)                               | Bert Blyleven, Minnesota (AL)                           |
| 23 lipca 1974   | National (26-18-1 NL)                                   | 7–2                                                     | Three Rivers Stadium                                    | Pittsburgh Pirates                                      | 50 706                                                  | Steve Garvey, Los Angeles (NL)                          | Ken Brett, Pittsburgh (NL)                              | Luis Tiant, Boston (AL)                                 |
| 15 lipca 1975   | National (27-18-1 NL)                                   | 6–3                                                     | County Stadium                                          | Milwaukee Brewers                                       | 51 480                                                  | Bill Madlock, Chicago (NL) Jon Matlack, New York (NL)   | Jon Matlack, New York (NL)                              | Catfish Hunter, New York (AL)                           |
| 13 lipca 1976   | National (28-18-1 NL)                                   | 7–1                                                     | Veterans Stadium                                        | Philadelphia Phillies                                   | 63 974                                                  | George Foster, Cincinnati (NL)                          | Randy Jones, San Diego (NL)                             | Mark Fidrych, Detroit (AL)                              |
| 19 lipca 1977   | National (29-18-1 NL)                                   | 7–5                                                     | Yankee Stadium                                          | New York Yankees                                        | 56 683                                                  | Don Sutton, Los Angeles (NL)                            | Don Sutton, Los Angeles (NL)                            | Jim Palmer, Baltimore (AL)                              |
| 11 lipca 1978   | National (30-18-1 NL)                                   | 7–3                                                     | San Diego Stadium                                       | San Diego Padres                                        | 51 549                                                  | Steve Garvey, Los Angeles (NL)                          | Bruce Sutter, Chicago (NL)                              | Rich Gossage, New York (AL)                             |
| 17 lipca 1979   | National (31-18-1 NL)                                   | 7–6                                                     | Kingdome                                                | Seattle Mariners                                        | 58 905                                                  | Dave Parker, Pittsburgh (NL)                            | Bruce Sutter, Chicago (NL)                              | Jim Kern, Texas (AL)                                    |
| 8 lipca 1980    | National (32-18-1 NL)                                   | 4–2                                                     | Dodger Stadium                                          | Los Angeles Dodgers                                     | 56 088                                                  | Ken Griffey Sr., Cincinnati (NL)                        | Jerry Reuss, Los Angeles (NL)                           | Tommy John, New York (AL)                               |
| 9 sierpnia 1981 | National (33-18-1 NL)                                   | 5–4                                                     | Cleveland Stadium                                       | Cleveland Indians                                       | 72 086                                                  | Gary Carter, Montreal (NL)                              | Vida Blue, San Francisco (NL)                           | Rollie Fingers, Milwaukee (AL)                          |
| 13 lipca 1982   | National (34-18-1 NL)                                   | 4–1                                                     | Olympic Stadium                                         | Montreal Expos                                          | 59 057                                                  | Dave Concepción, Cincinnati (NL)                        | Steve Rogers, Montreal (NL)                             | Dennis Eckersley, Boston (AL)                           |
| 6 lipca 1983    | American (34-19-1 NL)                                   | 13–3                                                    | Comiskey Park                                           | Chicago White Sox                                       | 43 801                                                  | Fred Lynn, California (AL)                              | Dave Stieb, Toronto (AL)                                | Mario Soto, Cincinnati (NL)                             |
| 10 lipca 1984   | National (35-19-1 NL)                                   | 3–1                                                     | Candlestick Park                                        | San Francisco Giants                                    | 57 756                                                  | Gary Carter, Montreal Expos (NL)                        | Charlie Lea, Montreal (NL)                              | Dave Stieb, Toronto (AL)                                |
| 17 lipca 1985   | National (36-19-1 NL)                                   | 6–1                                                     | Hubert H. Humphrey Metrodome                            | Minnesota Twins                                         | 54 960                                                  | LaMarr Hoyt, San Diego (NL)                             | LaMarr Hoyt, San Diego (NL)                             | Jack Morris, Detroit (AL)                               |
| 15 lipca 1986   | American (36-20-1 NL)                                   | 3–2                                                     | Astrodome                                               | Houston Astros                                          | 45 774                                                  | Roger Clemens, Boston (AL)                              | Roger Clemens, Boston (AL)                              | Dwight Gooden, New York (NL)                            |
| 14 lipca 1987   | National (37-20-1 NL)                                   | 2–0 (13 inn.)                                           | Oakland-Alameda County Coliseum                         | Oakland Athletics                                       | 49 671                                                  | Tim Raines, Montreal (NL)                               | Lee Smith, Chicago (NL)                                 | Jay Howell, Oakland (AL)                                |
| 12 lipca 1988   | American (37-21-1 NL)                                   | 2–1                                                     | Riverfront Stadium                                      | Cincinnati Reds                                         | 55 837                                                  | Terry Steinbach, Oakland (AL)                           | Frank Viola, Minnesota (AL)                             | Dwight Gooden, New York (NL)                            |
| 11 lipca 1989   | American (37-22-1 NL)                                   | 5–3                                                     | Anaheim Stadium                                         | California Angels                                       | 64 036                                                  | Bo Jackson, Kansas City (AL)                            | Nolan Ryan, Texas (AL)                                  | John Smoltz, Atlanta (NL)                               |
| 10 lipca 1990   | American (37-23-1 NL)                                   | 2–0                                                     | Wrigley Field                                           | Chicago Cubs                                            | 39 071                                                  | Julio Franco, Texas (AL)                                | Bret Saberhagen, Kansas City (AL)                       | Jeff Brantley, San Francisco (NL)                       |
| 9 lipca 1991    | American (37-24-1 NL)                                   | 4–2                                                     | SkyDome                                                 | Toronto Blue Jays                                       | 52 383                                                  | Cal Ripken Jr., Baltimore (AL)                          | Jimmy Key, Toronto (AL)                                 | Dennis Martínez, Montreal (NL)                          |
| 14 lipca 1992   | American (37-25-1 NL)                                   | 13–6                                                    | Jack Murphy Stadium                                     | San Diego Padres                                        | 59 372                                                  | Ken Griffey Jr., Seattle (AL)                           | Kevin Brown, Texas (AL)                                 | Tom Glavine, Atlanta (NL)                               |
| 13 lipca 1993   | American (37-26-1 NL)                                   | 9–3                                                     | Oriole Park at Camden Yards                             | Baltimore Orioles                                       | 48 147                                                  | Kirby Puckett, Minnesota (AL)                           | Jack McDowell, Chicago (AL)                             | John Burkett, San Francisco (NL)                        |
| 12 lipca 1994   | National (38-26-1 NL)                                   | 8–7 (10 inn.)                                           | Three Rivers Stadium                                    | Pittsburgh Pirates                                      | 59 568                                                  | Fred McGriff, Atlanta (NL)                              | Doug Jones, Philadelphia (NL)                           | Jason Bere, Chicago (AL)                                |
| 11 lipca 1995   | National (39-26-1 NL)                                   | 3–2                                                     | The Ballpark in Arlington                               | Texas Rangers                                           | 50 920                                                  | Jeff Conine, Florida (NL)                               | Heathcliff Slocumb, Philadelphia (NL)                   | Steve Ontiveros, Oakland (AL)                           |
| 9 lipca 1996    | National (40-26-1 NL)                                   | 6–0                                                     | Veterans Stadium                                        | Philadelphia Phillies                                   | 62 670                                                  | Mike Piazza, Los Angeles (NL)                           | John Smoltz, Atlanta (NL)                               | Charles Nagy, Cleveland (AL)                            |
| 8 lipca 1997    | American (40-27-1 NL)                                   | 3–1                                                     | Jacobs Field                                            | Cleveland Indians                                       | 44 916                                                  | Sandy Alomar, Cleveland (AL)                            | José Rosado, Kansas City (AL)                           | Shawn Estes, San Francisco (NL)                         |
| 7 lipca 1998    | American (40-28-1 NL)                                   | 13–8                                                    | Coors Field                                             | Colorado Rockies                                        | 51 267                                                  | Roberto Alomar, Baltimore (AL)                          | Bartolo Colón, Cleveland (AL)                           | Ugueth Urbina, Montreal (NL)                            |
| 13 lipca 1999   | American (40-29-1 NL)                                   | 4–1                                                     | Fenway Park                                             | Boston Red Sox                                          | 34 187                                                  | Pedro Martínez, Boston (AL)                             | Pedro Martínez, Boston (AL)                             | Curt Schilling, Philadelphia (NL)                       |
| 11 lipca 2000   | American (40-30-1 NL)                                   | 6–3                                                     | Turner Field                                            | Atlanta Braves                                          | 51 323                                                  | Derek Jeter, New York (AL)                              | James Baldwin, Chicago (AL)                             | Al Leiter, New York (NL)                                |
| 10 lipca 2001   | American (40-31-1 NL)                                   | 4–1                                                     | Safeco Field                                            | Seattle Mariners                                        | 47 364                                                  | Cal Ripken Jr., Baltimore (AL)                          | Freddy García, Seattle (AL)                             | Chan Ho Park, Los Angeles (NL)                          |
| 9 lipca 2002    | REMIS (40-31-2 NL)                                      | 7–7 (11 inn.)                                           | Miller Park                                             | Milwaukee Brewers                                       | 41 871                                                  | brak                                                    | brak                                                    | brak                                                    |
| 15 lipca 2003   | American (40-32-2 NL)                                   | 7–6                                                     | U.S. Cellular Field                                     | Chicago White Sox                                       | 47 609                                                  | Garret Anderson, Anaheim (AL)                           | Brendan Donnelly, Anaheim (AL)                          | Eric Gagné, Los Angeles (NL)                            |
| 13 lipca 2004   | American (40-33-2 NL)                                   | 9–4                                                     | Minute Maid Park                                        | Houston Astros                                          | 41 886                                                  | Alfonso Soriano, Texas (AL)                             | Mark Mulder, Oakland (AL)                               | Roger Clemens, Houston (NL)                             |
| 12 lipca 2005   | American (40-34-2 NL)                                   | 7–5                                                     | Comerica Park                                           | Detroit Tigers                                          | 41 617                                                  | Miguel Tejada, Baltimore (AL)                           | Mark Buehrle, Chicago (AL)                              | John Smoltz, Atlanta (NL)                               |
| 11 lipca 2006   | American (40-35-2 NL)                                   | 3–2                                                     | PNC Park                                                | Pittsburgh Pirates                                      | 38 904                                                  | Michael Young, Texas (AL)                               | B.J. Ryan, Toronto (AL)                                 | Trevor Hoffman, San Diego (NL)                          |
| 10 lipca 2007   | American (40-36-2 NL)                                   | 5–4                                                     | AT&T Park                                               | San Francisco Giants                                    | 43 965                                                  | Ichiro Suzuki, Seattle (AL)                             | Josh Beckett, Boston (AL)                               | Chris Young, San Diego (NL)                             |
| 15 lipca 2008   | American (40-37-2 NL)                                   | 4–3 (15 inn.)                                           | Yankee Stadium                                          | New York Yankees                                        | 55 632                                                  | J. D. Drew, Boston (AL)                                 | Scott Kazmir, Tampa Bay (AL)                            | Brad Lidge, Philadelphia (NL)                           |
| 14 lipca 2009   | American (40-38-2 NL)                                   | 4–3                                                     | Busch Stadium                                           | St. Louis Cardinals                                     | 46 760                                                  | Carl Crawford, Tampa Bay (AL)                           | Jonathan Papelbon, Boston (AL)                          | Heath Bell, San Diego (NL)                              |
| 13 lipca 2010   | National (41-38-2 NL)                                   | 3–1                                                     | Angel Stadium                                           | Los Angeles Angels of Anaheim                           | 45 408                                                  | Brian McCann, Atlanta (NL)                              | Matt Capps, Washington (NL)                             | Phil Hughes, New York (AL)                              |
| 12 lipca 2011   | National (42-38-2 NL)                                   | 5–1                                                     | Chase Field                                             | Arizona Diamondbacks                                    | 49 033                                                  | Prince Fielder, Milwaukee (NL)                          | Tyler Clippard, Washington (NL)                         | C.J. Wilson, Texas (AL)                                 |
| 10 lipca 2012   | National (43-38-2 NL)                                   | 8–0                                                     | Kauffman Stadium                                        | Kansas City Royals                                      | 40 933                                                  | Melky Cabrera, San Francisco (NL)                       | Matt Cain, San Francisco (NL)                           | Justin Verlander, Detroit (AL)                          |
| 16 lipca 2013   | American (43-39-2 NL)                                   | 3–0                                                     | Citi Field                                              | New York Mets                                           | 45 186                                                  | Mariano Rivera, New York Yankees (AL)                   | Chris Sale, Chicago White Sox (AL)                      | Patrick Corbin, Arizona Diamondbacks (NL)               |
| 15 lipca 2014   | American (43-40-2 NL)                                   | 5–3                                                     | Target Field                                            | Minnesota Twins                                         | 41 048                                                  | Mike Trout, Los Angeles Angels of Anaheim (AL)          | Max Scherzer, Detroit Tigers (AL)                       | Pat Neshek, St. Louis Cardinals (NL)                    |
| 14 lipca 2015   | American (43-41-2 NL)                                   | 6–3                                                     | Great American Ball Park                                | Cincinnati Reds                                         | 43 656                                                  | Mike Trout, Los Angeles Angels of Anaheim (AL)          | David Price, Detroit Tigers (AL)                        | Clayton Kershaw, Los Angeles Dodgers (NL)               |
| 12 lipca 2016   | American (43-42-2 NL)                                   | 4–2                                                     | Petco Park                                              | San Diego Padres                                        | 42 386                                                  | Eric Hosmer, Kansas City Royals (AL)                    | Corey Kluber, Cleveland Indians (AL)                    | Johnny Cueto, San Francisco Giants (NL)                 |
| 11 lipca 2017   | American (43-43-2 NL)                                   | 2–1                                                     | Marlins Park                                            | Miami Marlins                                           | 37 188                                                  | Robinson Canó, Seattle Mariners (AL)                    | Craig Kimbrel, Boston Red Sox (AL)                      | Wade Davis, Chicago Cubs (NL)                           |
| 17 lipca 2018   | American (44-43-2 AL)                                   | 8–6                                                     | Nationals Park                                          | Washington Nationals                                    | 43 843                                                  | Alex Bregman, Houston Astros (AL)                       | Edwin Diaz, Seattle Mariners (AL)                       | Ross Stripling, Los Angeles Dodgers (NL)                |
| 9 lipca 2019    | American (45-43-2 AL)                                   | 4–3                                                     | Progressive Field                                       | Cleveland Indians                                       | 36 747                                                  | Shane Bieber, Cleveland Indians (AL)                    | Masahiro Tanaka, New York Yankees (AL)                  | Clayton Kershaw, Los Angeles Dodgers (NL)               |
| 2020            | Mecz odwołany ze względu na zagrożenie epidemiologiczne | Mecz odwołany ze względu na zagrożenie epidemiologiczne | Mecz odwołany ze względu na zagrożenie epidemiologiczne | Mecz odwołany ze względu na zagrożenie epidemiologiczne | Mecz odwołany ze względu na zagrożenie epidemiologiczne | Mecz odwołany ze względu na zagrożenie epidemiologiczne | Mecz odwołany ze względu na zagrożenie epidemiologiczne | Mecz odwołany ze względu na zagrożenie epidemiologiczne |
| 13 lipca 2021   | American (46-43-2 AL)                                   | 5–2                                                     | Coors Field                                             | Colorado Rockies                                        | 49 184                                                  | Vladimir Guerrero Jr., Toronto Blue Jays (AL)           | Corbin Burnes, Milwaukee Brewers (NL)                   | Liam Hendriks, Chicago White Sox (AL)                   |
| 19 lipca 2022   | American (47-43-2 AL)                                   | 3–2                                                     | Dodger Stadium                                          | Los Angeles Dodgers                                     | 52 518                                                  | Giancarlo Stanton, New York Yankees (AL)                | Tony Gonsolin, Los Angeles Dodgers (NL)                 | Emmanuel Clase, Cleveland Guardians (AL)                |
| 11 lipca 2023   | National (44-47-2 NL)                                   | 3–2                                                     | T-Mobile Park                                           | Seattle Mariners                                        | 47 159                                                  | Elías Díaz, Colorado Rockies (NL)                       | Félix Bautista, Baltimore Orioles (AL)                  | Craig Kimbrel, Philadelphia Phillies (NL)               |

| National League (44 zwycięstwa) | American League (47 zwycięstw) |